# Tompkinsville (Kentucky)
Tompkinsville es una ciudad ubicada en el condado de Monroe en el estado estadounidense de Kentucky. En el Censo de 2010 tenía una población de 2402 habitantes y una densidad poblacional de 259,42 personas por km².

## Geografía
Tompkinsville se encuentra ubicada en las coordenadas 36°42′3″N 85°41′32″O / 36.70083, -85.69222. Según la Oficina del Censo de los Estados Unidos, Tompkinsville tiene una superficie total de 9.26 km², de la cual 8.82 km² corresponden a tierra firme y (4.73%) 0.44 km² es agua.

## Demografía
Según el censo de 2010, había 2402 personas residiendo en Tompkinsville. La densidad de población era de 259,42 hab./km². De los 2402 habitantes, Tompkinsville estaba compuesto por el 87.22% blancos, el 7.58% eran afroamericanos, el 0.17% eran amerindios, el 0.29% eran asiáticos, el 0% eran isleños del Pacífico, el 2.83% eran de otras razas y el 1.92% pertenecían a dos o más razas. Del total de la población el 4.16% eran hispanos o latinos de cualquier raza.